# 肖洋
肖洋（1979年—），男，湖北石首人，中国电影剪辑师。2008年为著名导演冯小刚的电影《非诚勿扰》剪辑，从此知名。

## 生平
肖洋15岁考入西安交通大学少年班，1995年就读西安交大建筑学系。2001年赴德国留学，就读德国威斯巴登高等技术学院媒体信息专业。归国后，先后在中国中央电视台少儿频道和体育频道担任编导。2006年辞职与搭档成立“南北兄弟文化传媒有限公司”，主要剪辑电视购物广告。2008年获知名电影监制陈国富推荐，为著名导演冯小刚的电影《非诚勿扰》剪辑，也是他的长片剪辑处女作，得到冯小刚赞赏，从此知名。之后他陆续担任了《狄仁杰之通天帝国》、《唐山大地震》、《非诚勿扰2》、《画皮2》、《一九四二》、《中国合伙人》、《私人定制》等知名电影的剪辑指导。
2012年加入陈国富执掌的工夫影业，成为专属导演和艺术总监。2014年底完成电影导演处女作《少年班》。